# 羽毛灣 (佛羅里達州)
羽毛灣（英語：Feather Sound）是位於美國佛羅里達州皮尼拉斯縣的一個人口普查指定地區。

## 地理
羽毛灣的座標為27°54′18″N 82°40′25″W / 27.90500°N 82.67361°W，而該地最高點為海拔高度2米（即6英尺）。

## 人口
根據2010年美國人口普查的數據，羽毛灣的面積為9.30平方千米，當中陸地面積為7.80平方千米，而水域面積為1.50平方千米。當地共有人口3420人，而人口密度為每平方千米367人。